# Покровська міська територіальна громада (Донецька область)
Покровська міська територіальна громада — територіальна громада в Україні, у Покровському районі Донецької області з адміністративним центром у місті Покровськ.

## Загальна інформація
Площа території — 515,5 км², населення громади — 82 388 осіб (2020 р.).

## Населені пункти
До складу громади увійшли міста Покровськ, Родинське, селища Котлине, Котлярівка, Леонтовичі, Надіївка, Новопустинка, Чумацьке, Чунишине та Шевченко, села Богданівка, Відродження, Вовкове, Гнатівка, Горіхове, Гришине, Даченське, Жовте, Запоріжжя, Звірове, Зелене, Лисівка, Новоандріївка, Нововасилівка, Новоєлизаветівка, Новоолександрівка, Новооленівка, Новопавлівка, Новотроїцьке, Новоукраїнка, Піщане, Преображенка, Ріг, Солоне, Срібне, Сухий Яр, Троїцьке, Троянда, Українка, Успенівка, Ясенове.

## Історія
Створена у 2020 році, відповідно до розпорядження Кабінету Міністрів України № 721-р від 12 червня 2020 року «Про визначення адміністративних центрів та затвердження територій територіальних громад Донецької області», шляхом об'єднання територій та населених пунктів Покровської міської ради Донецької області, Родинської міської та Шевченківської селищної рад Покровської міської ради Донецької області, Гришинської, Лисівської, Новоєлизаветівської, Новотроїцької, Першотравневої, Піщанської та Срібненської сільських рад Покровського району Донецької області.